# Pommes dauphine

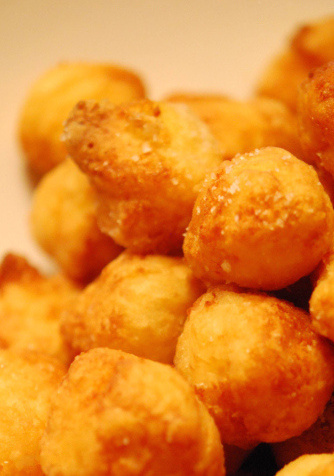
Pommes dauphine.

Pommes dauphine, in het Nederlands ook wel 'aardappelsoesjes' genoemd, zijn een Franse culinaire specialiteit, gemaakt van een mengsel van aardappelpuree en soezendeeg . De balletjes van het mengsel worden meestal in olie gefrituurd, maar het is ook mogelijk om ze in de oven te bereiden. Het deeg wordt ook wel in een langwerpige vorm gebracht, als kleine worstjes (quenelles).
Door het soezendeeg wordt het gerecht erg luchtig van binnen, door het frituren knapperig van buiten.

## Geschiedenis
De term "dauphine" verwijst naar de echtgenote van de Dauphin, de kroonprins en daarmee vermoedelijke erfgenaam van de kroon van Frankrijk ten tijde van het Ancien Régime. De uitdrukking "pommes à la dauphine" verscheen in 1830 in Le Cuisinier Durand, een receptenboek gepubliceerd in Nîmes. Het had toen betrekking op een zoet dessert gemaakt van gekookte appels (pommes), en niet van aardappelen (pommes de terre). Andere recepten met dezelfde titel of met een  vermelding "à la dauphine", maakten gebruik van abrikozenjam of abrikozensaus. 

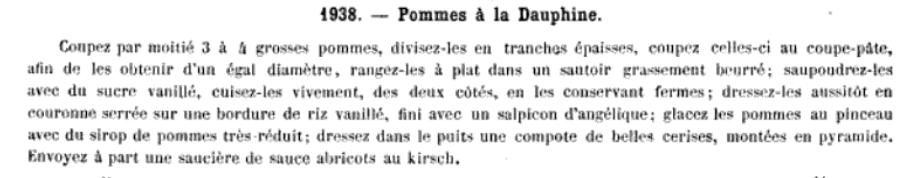
Recept voor zoete Pommes à la Dauphine van Urbain Dubois, La Cuisine classique, editie 1868

In het geval van een recept met gebruik van aardappelen stamt  de eerste vermelding van de term "pommes dauphine" uit 1891. Een andere aanduiding zou in 1864 zijn verschenen, namelijk met de vorm "Garniture de pommes de terre à la dauphine." 

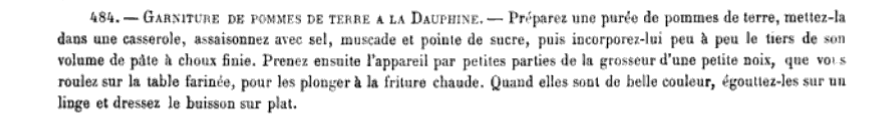
Recept uit 1864, Garniture de pommes de terre a la Dauphine, Urbain Dubois, Emile Bernard

Op 10 maart 1865 verscheen in het culinaire tijdschrift La Salle à manger een menu van Schapenrug met aardappelen à la dauphine. In 1871 verschijnt een recept in het derde kookboek van de Franse kok Urbain Dubois, École des cuisinières, méthodes élémentaires, économiques. Het zijn dan kleine beignets gemaakt van een mengsel van aardappelpuree en soezendeeg.
Het verhaal gaat dat een bepaalde naamloze Dauphin altijd te laat kwam voor het eten, en dat de pommes dauphine voor het eerst gemaakt werden toen de koks de afgekoelde aardappelpuree in de frituurpan lieten bakken, waardoor ze poften en groot en luchtig werden.

## Bereiding
Het gerecht wordt bereid uit aardappelpuree gekruid met nootmuskaat. Daaraan wordt ongezoet soezendeeg toegevoegd, in een hoeveelheid van een derde van het oorspronkelijke volume. Gedeelten van het deeg ter grootte van een walnoot worden voorzien van een laagje meel en in olie gebakken. De olie dient niet te heet te zijn, 160 oC, zodat de balletjes ook van binnen heet kunnen worden zonder de verbranden aan de buitenkant, waardoor het soezendeeg gaat uitzetten. Vlak voordat de balletjes open dreigen te barsten worden ze uit de frituur gehaald.
Dauphine-aardappelen verschillen van duchesse-aardappelen, die gemaakt worden van aardappelpuree en eieren. 

## Varianten
Een variant van de pommes Dauphine wordt gemaakt door de aardappelpuree te vervangen door puree van selderijknol.

## Recept
- Dauphine aardappelen recept in Wikibooks (Franstalig)